# Marcorengo
Marcorengo è una frazione del comune di Brusasco, ad un'altitudine di 320 metri s.l.m. e distante circa 2 km dal centro del paese. Nel nucleo abitato costituito dalle appendici abitative di Casa Coppa, Casa Nuova, Case sparse, Tamlino , Mogol, Serramezzana e il centro abitato, alloggiano circa 250 persone. Prima della sua unione a Brusasco fu un comune autonomo.

## Etimologia del nome
Le origini di Marcorengo sono certamente longobarde, come dimostra il suffisso -engo, utilizzato in molti paesi dei dintorni (Moransengo, Tonengo, Aramengo).
 Un'antica tradizione racconta che un angelo incaricato di dare i nomi alle città disse in piemontese al suo aiutante: «marc lo nen» (in italiano "non segnarlo").

## Storia

Stemma del Comune di Brusasco–Cavagnolo

Marcorengo subì un assedio nel 1695, in contemporanea all'assedio nella vicina Rocca di Verrua Savoia. Nel 1927, la politica fascista di unire i comuni interessò anche Marcorengo, che fu inglobato con Brozolo, Brusasco e Cavagnolo nel nuovo comune di Cavagnolo-Brusasco. Mentre Brozolo e Cavagnolo si divisero da Brusasco, Marcorengo, essendo troppo piccolo per formare un comune a sé, rimase con Brusasco, divenendone una frazione.

## Monumenti e luoghi d'interesse
- Chiesa Parrocchiale: costruita tra il 1711 e il 1750, presenta affreschi di Rodolfo Magari, Francesco Ponsetti e Cristoforo Solari e un campanile aggiunto nel 1869
- Chiesa di Sant'Orsola: costruita nel 1600 circa
- Castello: ruderi del XIII secolo. Esso fu distrutto dal Conte di Feria nell'assedio di Verrua Savoia. Nonostante la vegetazione, si può ancora distinguere la pianta rettangolare e i resti di una piccola torre